# کیتا سوگابه
کیتا سوگابه (ژاپنی: 曽我部 慶太؛ زادهٔ ۲ ژوئیهٔ ۱۹۸۸) یک بازیکن فوتبال اهل ژاپن است.
از باشگاه‌هایی که در آن بازی کرده‌است می‌توان به باشگاه فوتبال ویسل کوبه، باشگاه فوتبال وگالتا سندای، باشگاه فوتبال زویگن کانازاوا و باشگاه فوتبال ساگامیهارا اشاره کرد.